# 多对钝叶蔷薇
多对钝叶蔷薇（学名：Rosa sertata var. multijuga）为蔷薇科蔷薇属下的一个变种。

## 扩展阅读
- 維基物種上的相關：多对钝叶蔷薇